# Амбаркој
Амбаркој (грч. Μάνδρες, Мандрес) је насељено место у општини Кукуш у периферији Средишња Македонија, Грчка. Према попису из 2021. године било је 385 становника.
Према бугарском географу и историчару, Василу Канчову, у Амбаркоју је 1900. године живело 300 Словена хришћана и 66 Турака. Током Другог балканског рата село је разорила грчка војска а становништво принудно исељено. Амбаркој је 1913. био напушзено насеље. Нешто касније насељено је 108 породица хеленизованих Албанаца из Тракије (село Мандрица). На попису из 1928. године Амбаркој је имао 569 становника.